# Collegio di York Central
 York Central  è un collegio elettorale inglese della Camera dei comuni del Parlamento del Regno Unito, situato nel North Yorkshire, nella regione dello Yorkshire e Humber. Elegge un membro del Parlamento con il sistema maggioritario a turno unico. Il rappresentante del collegio dal 2015 è Rachael Maskell, eletta con il Partito Laburista e Co-Operativo ma sospesa dal partito nel luglio 2025 per non aver rispettato la disciplina di partito. Siede ora come Indipendente.

## Estensione
Dopo le elezioni generali del 2005, la rappresentanza parlamentare del North Yorkshire fu rivista dalla Boundary Commission for England, che raccomandò la divisione dell'ex collegio di City of York prima delle elezioni del 2010; la divisione avvenne in due collegi interamente compresi nella città di York: York Central e, intorno ad esso, York Outer.
York Central è costituita dai seguenti ward elettorali della città di York: Acomb, Clifton, Fishergate, Guildhall, Heworth, Holgate, Hull Road, Micklegate e Westfield.

## Membri del Parlamento
| Elezione | Elezione        | Deputato        | Partito      |
| -------- | --------------- | --------------- | ------------ |
|          | 2010            | Hugh Bayley     | Laburista    |
| 2015     | Rachael Maskell | Laburista Co-Op |              |
|          | Rachael Maskell | 2025            | Indipendente |

## Risultati elettorali

### Elezioni negli anni 2020
| Partito                    | Partito                                      | Candidato                  | Risultati 4 luglio 2024 | Risultati 4 luglio 2024 |
| Partito                    | Partito                                      | Candidato                  | Voti                    | %                       |
| -------------------------- | -------------------------------------------- | -------------------------- | ----------------------- | ----------------------- |
|                            | Laburista Co-Op                              | Rachael Maskell            | 24 537                  | 56,64                   |
|                            | Conservatore                                 | Richard Hudson             | 5 383                   | 12,43                   |
|                            | Verdi                                        | Lars Kramm                 | 5 185                   | 11,97                   |
|                            | Reform UK                                    | Cliff Bond                 | 4 721                   | 10,90                   |
|                            | Lib Dem                                      | Alan Page                  | 3 051                   | 7,04                    |
|                            | Indipendente                                 | Alasdair Lord              | 133                     | 0,31                    |
|                            | Indipendente                                 | Roger James                | 131                     | 0,30                    |
|                            | Indipendente                                 | Ruairi Kendall             | 98                      | 0,23                    |
|                            | Indipendente                                 | Leo Mayne                  | 84                      | 0,19                    |
|                            |                                              |                            |                         |                         |
| Iscritti                   | Iscritti                                     | Iscritti                   | 79 557                  | 100,00                  |
| ↳ Votanti (% su iscritti)  | ↳ Votanti (% su iscritti)                    | ↳ Votanti (% su iscritti)  | 43 551                  | 54,74                   |
| ↳ Astenuti (% su iscritti) | ↳ Astenuti (% su iscritti)                   | ↳ Astenuti (% su iscritti) | 36 006                  | 45,26                   |
|                            |                                              |                            |                         |                         |
|                            | Esito: collegio confermato a Laburista Co-Op |                            |                         |                         |

### Elezioni negli anni 2010
| Partito                    | Partito                                      | Candidato                  | Risultati 12 dicembre 2019 | Risultati 12 dicembre 2019 |
| Partito                    | Partito                                      | Candidato                  | Voti                       | %                          |
| -------------------------- | -------------------------------------------- | -------------------------- | -------------------------- | -------------------------- |
|                            | Laburista Co-Op                              | Rachael Maskell            | 27 312                     | 55,17                      |
|                            | Conservatore                                 | Fabia Tate                 | 13 767                     | 27,81                      |
|                            | Lib Dem                                      | James Blanchard            | 4 149                      | 8,38                       |
|                            | Verdi                                        | Tom Franklin               | 2 107                      | 4,26                       |
|                            | Brexit                                       | Nicholas Szkiler           | 1 479                      | 2,99                       |
|                            | Yorkshire                                    | Andrew Snedden             | 557                        | 1,13                       |
|                            | SDP                                          | Andrew Dunn                | 134                        | 0,27                       |
|                            |                                              |                            |                            |                            |
| Iscritti                   | Iscritti                                     | Iscritti                   | 74 801                     | 100,00                     |
| ↳ Votanti (% su iscritti)  | ↳ Votanti (% su iscritti)                    | ↳ Votanti (% su iscritti)  | 49 717                     | 66,47                      |
| ↳ Astenuti (% su iscritti) | ↳ Astenuti (% su iscritti)                   | ↳ Astenuti (% su iscritti) | 25 084                     | 33,53                      |
|                            |                                              |                            |                            |                            |
|                            | Esito: collegio confermato a Laburista Co-Op |                            |                            |                            |

| Partito                    | Partito                                      | Candidato                  | Risultati 8 giugno 2017 | Risultati 8 giugno 2017 |
| Partito                    | Partito                                      | Candidato                  | Voti                    | %                       |
| -------------------------- | -------------------------------------------- | -------------------------- | ----------------------- | ----------------------- |
|                            | Laburista Co-Op                              | Rachael Maskell            | 34 594                  | 65,16                   |
|                            | Conservatore                                 | Ed Young                   | 16 019                  | 30,17                   |
|                            | Lib Dem                                      | Nick Love                  | 2 475                   | 4,66                    |
|                            |                                              |                            |                         |                         |
| Iscritti                   | Iscritti                                     | Iscritti                   | 77 247                  | 100,00                  |
| ↳ Votanti (% su iscritti)  | ↳ Votanti (% su iscritti)                    | ↳ Votanti (% su iscritti)  | 53 301                  | 69,00                   |
| ↳ Astenuti (% su iscritti) | ↳ Astenuti (% su iscritti)                   | ↳ Astenuti (% su iscritti) | 23 946                  | 31,00                   |
|                            |                                              |                            |                         |                         |
|                            | Esito: collegio confermato a Laburista Co-Op |                            |                         |                         |

| Partito                    | Partito                                      | Candidato                  | Risultati 7 maggio 2015 | Risultati 7 maggio 2015 |
| Partito                    | Partito                                      | Candidato                  | Voti                    | %                       |
| -------------------------- | -------------------------------------------- | -------------------------- | ----------------------- | ----------------------- |
|                            | Laburista Co-Op                              | Rachael Maskell            | 20 212                  | 42,39                   |
|                            | Conservatore                                 | Robert McIlveen            | 13 496                  | 28,31                   |
|                            | UKIP                                         | Ken Guest                  | 4 795                   | 10,06                   |
|                            | Verdi                                        | Jonathan Tyler             | 4 791                   | 10,05                   |
|                            | Lib Dem                                      | Nick Love                  | 3 804                   | 7,98                    |
|                            | Yorkshire                                    | Chris Whitwood             | 291                     | 0,61                    |
|                            | TUSC                                         | Megan Ollerhead            | 288                     | 0,60                    |
|                            |                                              |                            |                         |                         |
| Iscritti                   | Iscritti                                     | Iscritti                   | 75 319                  | 100,00                  |
| ↳ Votanti (% su iscritti)  | ↳ Votanti (% su iscritti)                    | ↳ Votanti (% su iscritti)  | 47 677                  | 63,30                   |
| ↳ Astenuti (% su iscritti) | ↳ Astenuti (% su iscritti)                   | ↳ Astenuti (% su iscritti) | 27 642                  | 36,70                   |
|                            |                                              |                            |                         |                         |
|                            | Esito: collegio confermato a Laburista Co-Op |                            |                         |                         |

| Partito                    | Partito                                      | Candidato                  | Risultati 6 maggio 2010 | Risultati 6 maggio 2010 |
| Partito                    | Partito                                      | Candidato                  | Voti                    | %                       |
| -------------------------- | -------------------------------------------- | -------------------------- | ----------------------- | ----------------------- |
|                            | Laburista                                    | Hugh Bayley                | 18 573                  | 39,96                   |
|                            | Conservatore                                 | Susan Wade-Weeks           | 12 122                  | 26,08                   |
|                            | Lib Dem                                      | Christian Vassie           | 11 694                  | 25,16                   |
|                            | Verdi                                        | Andy Chase                 | 1 669                   | 3,59                    |
|                            | BNP                                          | Jeff Kelly                 | 1 171                   | 2,52                    |
|                            | UKIP                                         | Paul Abbott                | 1 100                   | 2,37                    |
|                            | Monster Raving Loony                         | Eddie Vee                  | 154                     | 0,33                    |
|                            |                                              |                            |                         |                         |
| Iscritti                   | Iscritti                                     | Iscritti                   | 74 851                  | 100,00                  |
| ↳ Votanti (% su iscritti)  | ↳ Votanti (% su iscritti)                    | ↳ Votanti (% su iscritti)  | 46 483                  | 62,10                   |
| ↳ Astenuti (% su iscritti) | ↳ Astenuti (% su iscritti)                   | ↳ Astenuti (% su iscritti) | 28 368                  | 37,90                   |
|                            |                                              |                            |                         |                         |
|                            | Esito: collegio a Laburista (nuovo collegio) |                            |                         |                         |

## Risultati dei referendum

### Referendum sulla permanenza del Regno Unito nell'Unione europea del 2016
|             | Collegio     | Lasciare UE % | Rimanere in UE % |
| ----------- | ------------ | ------------- | ---------------- |
|             | York Central | 38,5%         | 61,5%            |
|             | Inghilterra  | 53,3%         | 46,7%            |
| Regno Unito | 51,9%        | 48,1%         |                  |